# Framför lagen
Framför lagen (tyska: Vor dem Gesetz) är en kort berättelse skriven av Franz Kafka. Den publicerades först i nyårsupplagan av den judiska oberoende tidskrifen Selbstwehr 1915, därefter i samlingen Ein Landarzt 1919 och till sist, men mest känt, som ingående i romanen Processen utgiven postumt 1925.

## Handling
Berättelsen handlar om en man från landet som söker tillträde till lagen, men ingången vaktas av en dörrvakt som meddelar mannen att han möjligen kan få tillträde, men inte just nu ("Es ist möglich, jetzt aber nicht"). Mannen sätter sig då att vänta, vilket han gör i dagar och år ("Dort sitzt er Tage und Jahre") fram till sin död. Mannen frågar ideligen om han får komma in och försöker muta vakten med sina tillhörigheter (vilka denne tjänstvilligt tar emot för att mannen inte skall känna att han försummat något han kunde göra för att komma in) och han ber till och med lopporna i vaktens pälskrage om hjälp med att övertala honom. Strax före döden frågar mannen varför ingen annan än han sökt tillträde under den tid han väntat ("wieso kommt es, daß in den vielen Jahren niemand außer mir Einlaß verlangt hat?"), varpå vakten ger svaret att ingången var bara till för honom och att han nu skall stänga den ("Hier konnte niemand sonst Einlaß erhalten, denn dieser Eingang war nur für dich bestimmt. Ich gehe jetzt und schließe ihn.").

### IProcessen
I Processens nionde kapitel, "I katedralen" ("Im Dom"), berättas historien, som här sägs inleda lagboken ("in den einleitenden Schriften zum Gesetz"), för romanens huvudperson, Josef K, av en präst som denne träffar i stadens katedral. När prästen berättat klart hävdar Josef K att vakten vilselett mannen ("Der Türhüter hat also den Mann getäuscht") varpå prästen svarar att K inte skall förhasta sig ("Sei nicht übereilt") och framlägger andra tolkningar, som att vakten bara gjorde sin plikt (berättelsen ger ju inga skäl till varför vakten agerar som han gör).